# Powiat Hajnowski
Der Powiat Hajnowski ist ein Powiat (Kreis) in der polnischen Woiwodschaft Podlachien. Der Powiat hat knapp 45.000 Einwohner auf einer Fläche von 1623,65 km².

## Gemeinden
Der Powiat umfasst neun Gemeinden, davon eine Stadtgemeinde, eine Stadt-und-Land-Gemeinde und sieben Landgemeinden.

### Stadtgemeinde
- Hajnówka

### Stadt-und-Land-Gemeinde
- Kleszczele

### Landgemeinden
- Białowieża
- Czeremcha
- Czyże
- Dubicze Cerkiewne
- Hajnówka
- Narew
- Narewka